# Dorpenomloop Rucphen
Dorpenomloop Rucphen er et hollandsk endagsløb i landevejscykling som arrangeres hvert år i marts. Løbet er blevet arrangeret siden 1974. Løbet er af UCI klassificeret med 1.2 og er en del af UCI Europe Tour. 

## Vindere
| År   | Vinder                   | Toer                     | Treer                    |
| ---- | ------------------------ | ------------------------ | ------------------------ |
| 1986 | Ton Akkermans            | Gerrie Smit              | Patrick Bol              |
| 1987 | Patrick Tolhoek          | Johnny Broers            | Adrie Kools              |
| 1988 | Rob Bijvank              | Hennie Beijer            | Ruud Brouwers            |
| 1989 | Jannes Slendebroek       | Jos Bol                  | Freddy Wolsink           |
| 1990 | Wietse Veenstra          | Rob Mulders              | Frank Van Veenendaal     |
| 1991 | Wietse Veenstra          | Gino Jansen              | Anton Tak                |
| 1992 | Peter Heeren             | Corne Van Rijen          | Steven De Jongh          |
| 1993 | Jeroen Blijlevens        | Wietse Veenstra          | Jan Boven                |
| 1994 | Rob Compas               | Roger Vaessen            | Jan Boven                |
| 1995 | Sandro Bijnen            | Louis De Koning          | Jeroen Hermes            |
| 1999 | Ronald van der Tang      | John den Braber          | Sander Olijve            |
| 2000 | Wilco Zuijderwijk        | Jan Hordijk              | Jarno Vanfrachem         |
| 2001 | Jan Schilder             | Pascal Hermes            | Lex Nederlof             |
| 2002 | Martin van Steen         | Arthur Farenhout         | Edward Farenhout         |
| 2003 | François Franse          | Julien Smink             | Marco Bos                |
| 2004 | Roy Curvers              | Arthur Farenhout         | Tom De Meyer             |
| 2005 | Fulco van Gulik          | Niki Terpstra            | Marvin van der Pluijm    |
| 2006 | Peter Woestenberg        | Sjoerd Botter            | John den Engelsman       |
| 2007 | Reinier Honig            | Lieuwe Westra            | Fulco van Gulik          |
| 2008 | Arne Hassink             | Rudy Vriend              | Luc Hagenaars            |
| 2009 | Johan Landström          | Sjoerd Botter            | Marco Bos                |
| 2010 | Barry Markus             | Jorne Videler            | Jelle Mannaerts          |
| 2011 | Barry Markus             | Moreno Hofland           | Steve Schets             |
| 2012 | Giorgio Brambilla        | Patrick Clausen          | Angelo Furlan            |
| 2013 | Dylan van Baarle         | Daniel McLay             | Fabio Silvestre          |
| 2014 | Michael Carbel           | Daniel McLay             | Johim Ariesen            |
| 2015 | Floris Gerts             | Tijmen Eising            | Elmar Reinders           |
| 2016 | Aidis Kruopis            | Antoine Demoitié         | Coen Vermeltfoort        |
| 2017 | Maarten van Trijp        | Fabio Jakobsen           | Raymond Kreder           |
| 2018 | Mikkel Bjerg             | Rune Herregodts          | Maarten van Trijp        |
| 2019 | Aflyst pga. kraftig vind | Aflyst pga. kraftig vind | Aflyst pga. kraftig vind |
| 2020 | David Dekker             | Brenton Jones            | Matthew Bostock          |
| 2021 | Elias Van Breussegem     | Coen Vermeltfoort        | Martijn Budding          |
| 2022 | Maikel Zijlaard          | Sasha Weemaes            | Timothy Dupont           |
| 2023 | Laurenz Rex              | Gianluca Pollefliet      | Andrea Raccagni Noviero  |
| 2024 | Johan Dorussen           | Huub Artz                | Henrik Breiner Pedersen  |